# Svjetsko prvenstvo u nogometu za žene – Kanada 2015.
Svjetsko prvenstvo u nogometu za žene 2011. održalo se 2015. u Kanadi.

## Sudionice
| Grupa A | Grupa B | Grupa C | Grupa D |
| ------- | ------- | ------- | ------- |
|         |         |         |         |
|         |         |         |         |
|         |         |         |         |
|         |         |         |         |